# Provincia Gitega
Provincia Gitega este una dintre cele 17 unități administrativ-teritoriale de gradul I ale statului Burundi.